# Stanisław Żakowicz
Stanisław Żakowicz – doktor habilitowany nauk rolniczych, inżynier, profesor nadzwyczajny Szkoły Głównej Gospodarstwa Wiejskiego w Warszawie i Wyższej Szkoły Ekologii i Zarządzania w Warszawie, specjalista w zakresie melioracji rolnych i melioracji środowiskowych.

## Życiorys
W 1969 ukończył studia w Szkole Głównej Gospodarstwa Wiejskiego w Warszawie na kierunku melioracje wodne. W 1978 na podstawie napisanej pod kierunkiem Czesława Somorowskiego rozprawy pt. Podstawy gospodarowania wodą w glebach lekkich na terenach nawadnianych otrzymał na Wydziale Melioracji Wodnych SGGW stopień naukowy doktora nauk technicznych dyscyplina inżynieria środowiska. W 2010 na Wydziale Inżynierii i Kształtowania Środowiska SGGW na podstawie dorobku naukowego oraz rozprawy pt. Podstawy technologii nawadniania rekultywowanych składowisk odpadów komunalnych uzyskał stopień doktora habilitowanego nauk rolniczych dyscyplina kształtowanie środowiska specjalności melioracje rolne, melioracje środowiskowe.
Był adiunktem a następnie został profesorem nadzwyczajnym w Katedrze Kształtowania Środowiska Wydziału Inżynierii i Kształtowania Środowiska SGGW, a także profesorem nadzwyczajnym Wyższej Szkoły Ekologii i Zarządzania w Warszawie w Wydziale Inżynierii i Zarządzania.